# Đồng tính giả
Đồng tính giả (tiếng Anh: situational sexual behavior) là hành vi khác với hành vi mà người đó thông thường thể hiện, do yếu tố môi trường xã hội bằng cách nào đó cho phép, cỗ vũ hoặc ngăn cấm hành vi được đề cập. Nó có thể bao gồm những tình huống mà hành vi tình dục ưa thích của một người không thể diễn ra, mà thay vì ngưng hoạt động tình dục hoàn toàn, họ có thể thực hiện những hành vi tình dục thay thế.

## Tổng quan
Một ví dụ cho hành vi tình dục có tính tình huống là một người tự nhận dạng mình là người dị tính, nhưng sẽ tương tác tình dục với người cùng giới tính khi thiếu những cơ hội khác, ví dụ trong quân đội, nhà tù, sinh viên hoặc trong các cộng đồng cùng giới với nhau.:48 Tương tự, một người tự nhận dạng mình là đồng tính nam hoặc nữ (vào thời điểm đó hoặc sau này) có thể tương tác tình dục với thành viên giới tính khác nếu mối quan hệ cùng giới không thể thực hiện được. Vài người thay đổi hành vi tình dục phụ thuộc vào tình huống hay thời điểm khác nhau trong cuộc đời của họ.
Ví dụ, vài đàn ông hoặc phụ nữ ở đại học có thể tham gia vào các hoạt động song tính, nhưng chỉ trong môi trường đó. Dạng thử nghiệm này phổ biến hơn ở vị thành niên và thanh niên, cả ở nam và nữ. Một số thuật ngữ chỉ xu hướng này có thể là "đồng tính giả", "đồng tính tâm lí", "song tính cho đến khi tốt nghiệp", "đồng tính nữ cho đến khi tốt nghiệp". Trong tù, những người nam tự nhận dạng là dị tính mà có quan hệ tình dục với nam, xem hành vi đồng tính của họ là do tình huống và không xem họ là người song tính. Những người đàn ông này thường miêu tả họ tưởng tượng cùng với một người phụ nữ khi tham gia vào hoạt động tình dục với một tù nhân nam. Khi thủ dâm, họ nhớ lại trải nghiệm quá khứ với phụ nữ.  Họ tham gia vào hoạt động đồng tính vì không có sự “giải tỏa dị tính”. Trong một vài nền văn hóa, quan hệ tình dục với phụ nữ có thể khó khăn với nhiều đàn ông, do phụ nữ bị ngăn cấm tham gia vào các hoạt động tình dục ngoài hôn nhân. Điều này dẫn đến số lượng lớn nam giới, đặc biệt nam giới chưa kết hôn tham gia vào hoạt động đồng tính. Ví dụ bao gồm thiếu niên ái ở Hy Lạp cổ đại hay bacha bazi ở Afghanistan.
Các nghiên cứu gần đây ở phương Tây cho thấy khoảng 87% of phụ nữ và 93% nam giới tự nhận dạng mình là "hoàn toàn dị tính".:55 Một phân tích từ 67 nghiên cứu cho thấy tỉ lệ tình dục giữa nam giới với nhau (bất kể xu hướng tính dục) là 3-5% ở Đông Á, 6-12% ở Nam Á và Đông Nam Á, 6-15% ở Đông Âu, và 6-20% ở châu Mỹ Latinh. Tổ chức Y tế Thế giới ước tính tỉ lệ toàn cầu nam có quan hệ tình dục với nam khoảng 3 đến 16%.

## Linh hoạt tính dục
Linh hoạt tính dục là một hay nhiều thay đổi trong tính dục hay bản dạng tính dục. Xu hướng tính dục của phần lớn mọi người thường ổn định và không thay đổi, nhưng có người có thể trải qua thay đổi trong xu hướng tính dục. Không có bằng chứng khoa học nào cho thấy xu hướng tình dục có thể được thay đổi thông qua liệu pháp tâm lý.

## Bi-curious
Bi-curious là một hiện tượng trong đó những người có quan hệ tình dục khác giới/ đồng giới, tỏ ra tò mò hiếu kỳ hay cởi mở về hoạt động tình dục với giới tính khác so với đối tượng tình dục thông thường của người đó.